# Museu Nacional de Damasc
El Museu Nacional de Damasc (àrab: المتحف الوطني بدمشق, al-Matḥaf al-Waṭanī bi-Dimaxq) és un gran museu arqueològic situat al centre de la ciutat de Damasc, a Síria. La part més popular del museu és la dedicada al jaciment de Dura Europos y la reproducción de la seva sinagoga del segle ii de la nostra era.

## Història
Situat als districtes occidentals de la ciutat, entre la Universitat de Damasc i la Takiyya Sulaymaniyya, va ser construït l'any 1936 per allotjar les col·leccions arqueològiques nacionals que s'havien anat reunint a partir de 1919. L'edifici va ser renovat i ampliat el 1956 i el 1975.
El més destacat de les seves col·leccions és la reconstrucció de la sala d'actes de la sinagoga de Dura Europos, amb el seu conjunt únic de frescs narratius. El museu també allotja alguns dels materials descoberts a Palmira, com la reconstrucció d'una tomba.
El museu va tancar temporalment les seves portes el 2012 per por que la Guerra Civil siriana afectés el ric patrimoni cultural que s'hi exposa. Les autoritats del museu van amagar més de 300.000 peces en llocs secrets per protegir-les de la destrucció i el saqueig. Després de sis anys, el museu va tornar a obrir quatre de les seves cinc ales el 29 d’octubre de 2018.

## Col·leccions
Les col·leccions estan organitzades en cinc ales.
- Prehistòria
- Antiguitat: Sumèria, Mesopotàmia, Regne d'Ebla, etc.
- Art romà d'Orient
- Art islàmic
- Art contemporani

## Galeria

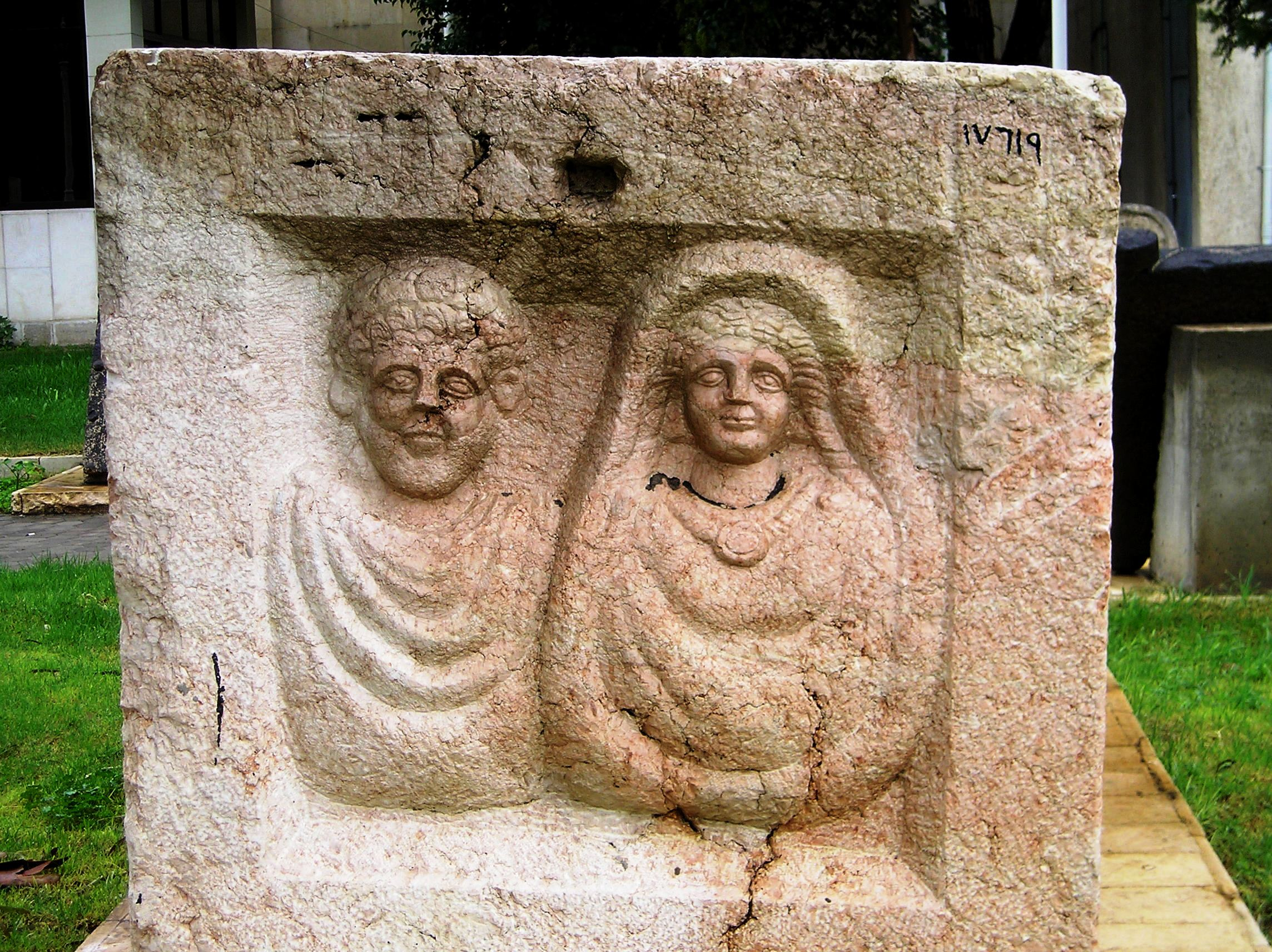
Antiga estela en pedra d'una parella
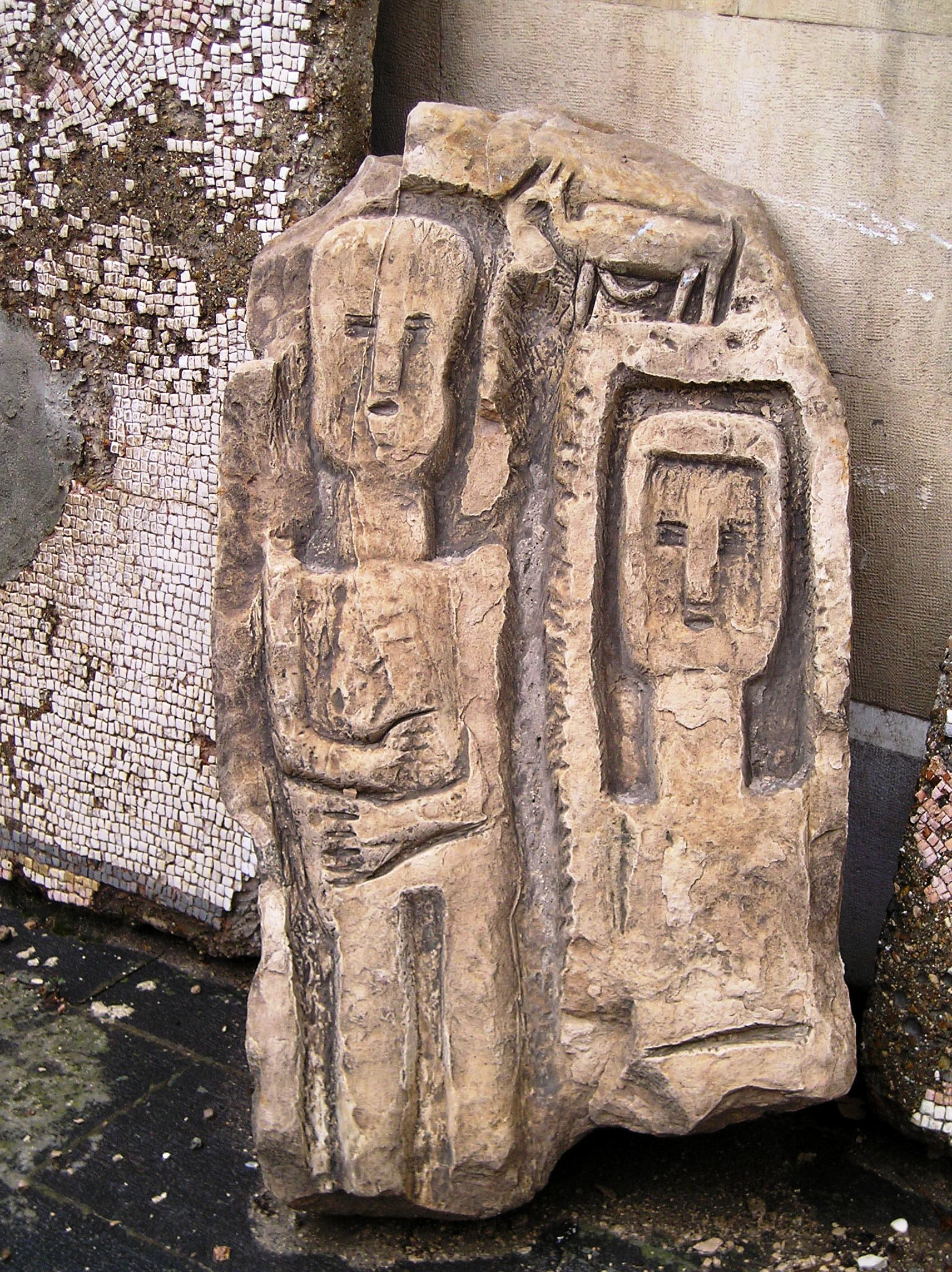
Relleu funerari d'una parella
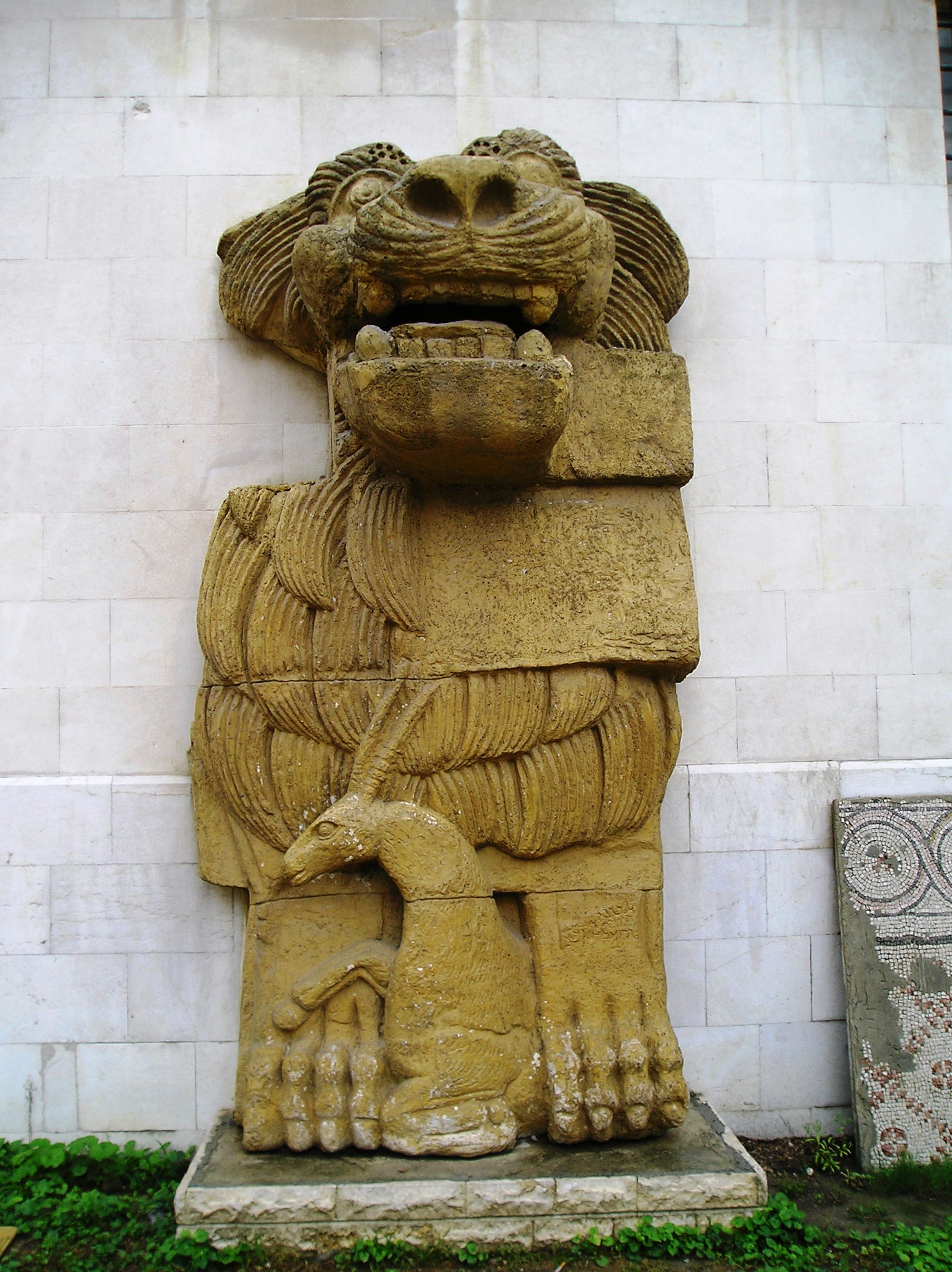
Lleó
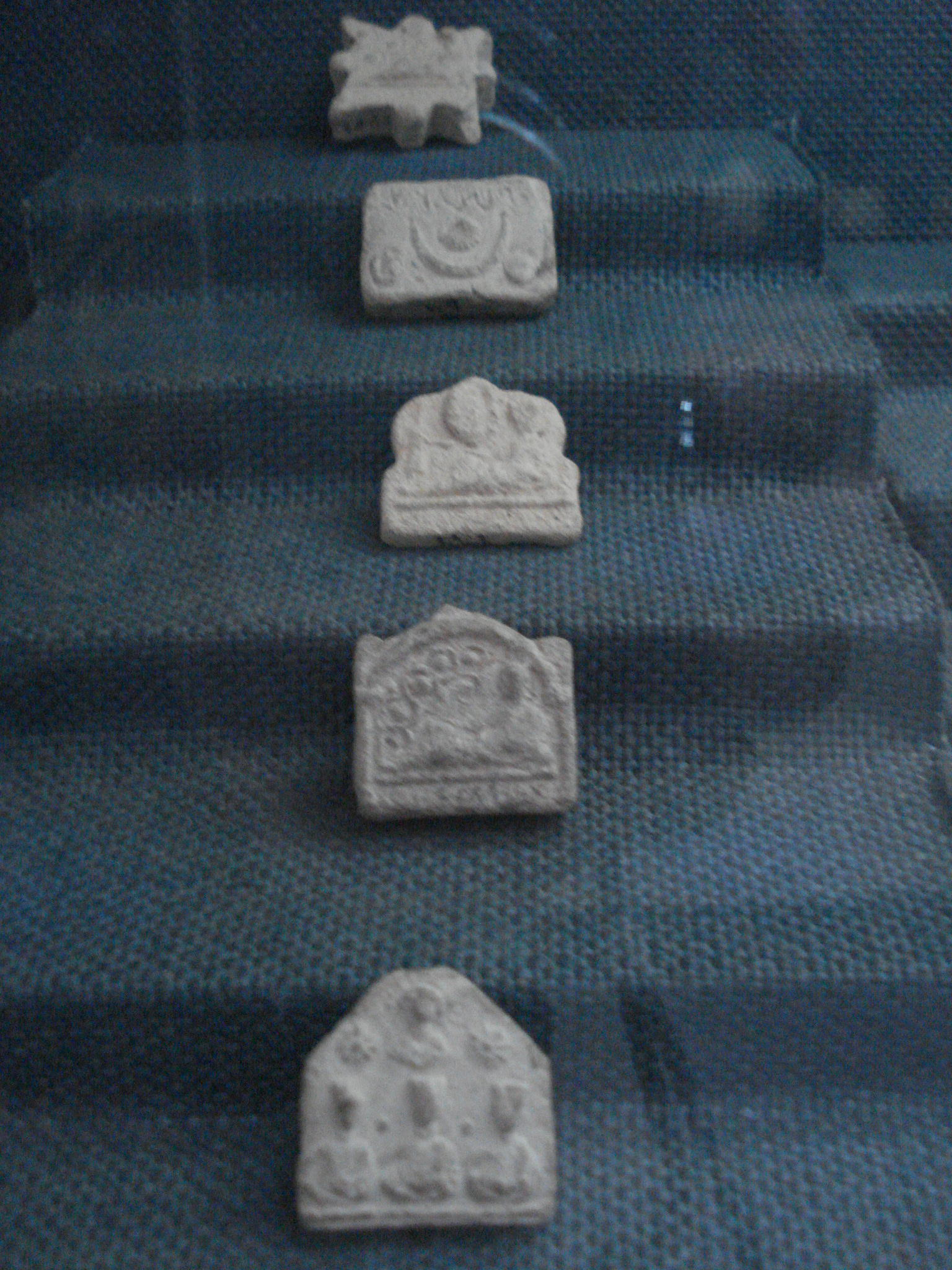
Amulets procedents de Palmira